# Jumièges
Jumièges – miejscowość i gmina we Francji, w regionie Normandia, w departamencie Sekwana Nadmorska. Przez miejscowość przepływa Sekwana. 
Według danych na rok 1990 gminę zamieszkiwało 1641 osób, a gęstość zaludnienia wynosiła 88 osób/km² (wśród 1421 gmin Górnej Normandii Jumièges plasuje się na 137. miejscu pod względem liczby ludności, natomiast pod względem powierzchni na miejscu 68.).

## Zabytki
- Opactwo Jumièges, a w nim ruiny romańskiego kościoła wybudowanego w latach 1040–1067[2]. Pierwszym opatem był Robert Champart[3]. Kościół konsekrowany w 1 lipca[4] 1067 w obecności Wilhelma Zdobywcy został zniszczony w 1790[5] roku.